# Frozen Sun
Frozen Sun war eine niederländische Alternative-Metal-Band aus Oostzaan, die im Jahr 1995 gegründet wurde und sich etwa 1998 auflöste.

## Geschichte
Nachdem sich die Band Donor Anfang 1995 aufgelöst hatte, entschloss sich deren Gitarrist Jelle Bakker zusammen mit der Bassistin Juliette van Caspel Frozen Sun zu gründen. Mit dem ehemaligen Donor-Schlagzeuger Toni van Petten und deren ehemaligen Soundmixer Felix van Dommelen am Keyboard kamen weitere Mitglieder hinzu. Mit dem Hinzustoßen des Sängers Boris Bouma vervollständigte sich die Besetzung. Im August 1995 folgte ein erstes Demo. Ende 1995 folgten Auftritte im Vorprogramm von Tiamat, Life of Agony und Fear Factory. Nach einem weiteren Demo, folgte eine Tour durch die Niederlande zusammen mit The Gathering, ehe die Gruppe mit dem neuen Schlagzeuger Richard van Leeuwen ihr Debütalbum Unspoken aufnahm, das 1996 bei DSFA Records erschien. Im selben Jahr spielte die Band zudem auf dem Dynamo Open Air und ging zusammen mit Alien Ant Farm auf Tour durch Nordamerika. Ab Herbst 1996 spielte die Band etwa 40 Auftritte, unter anderem auch zusammen mit Gorefest. Im Jahr 1998 folgte über DSFA Records das zweite Album Headtrips, ehe sich die Gruppe auflöste. Im Herbst 2001 trat Jelle Bakker Within Temptation bei, ehe im Herbst des Folgejahres einige Frozen-Sun-Mitglieder eine neue Band namens Chen Mo gründeten.

## Stil
Laut Felix Bakker im Interview mit Matthias Mineur vom Metal Hammer sei der Keyboarder van Drommelen durch Künstler wie Brian Eno, Kraftwerk und Karlheinz Stockhausen beeinflusst worden. Die Lieder seien durch aktuellere Bands wie Fear Factory und White Zombie sowie Gruppen der 1970er Jahre wie King Crimson beeinflusst worden. Laut Mineur seien auf Unspoken „schräge Gitarren, hymnische Gesänge und so manches wohlentworfene epische Klanggemälde“ zu hören. Matthias Weckmann vom Metal Hammer beschrieb die Musik auf Headtrips als experimentellen Rock. Die Band benötige dabei „[v]om HipHop-Basslauf zum psychedelischen Space-Rock, Reggae, Pantera-Monster-Riff oder Percussion-Part […] gerade mal einen Song“. Marcus Schleutermann nannte den Stil in seiner Rezension des Debütalbums im Rock Hard „Modern-Metal“ und zog Vergleiche zu Faith No More (gesanglich), Machine Head und Life of Agony. Im später folgenden Band-Artikel setzte er den Genannten noch The God Machine und ein gehöriges Maß Eigenständigkeit dazu.

## Diskografie
- 1995: Demo '95 (Demo, Eigenveröffentlichung)
- 1996: Unspoken (Album, DSFA Records)
- 1998: Headtrips (Album, DSFA Records)
- 1998: Advance Tape 1998 (Demo, Eigenveröffentlichung)